# Homoneura rectangulata
Homoneura rectangulata är en tvåvingeart som beskrevs av Leander Czerny 1932. Homoneura rectangulata ingår i släktet Homoneura och familjen lövflugor. Inga underarter finns listade i Catalogue of Life.